# Northern Premier League
La Northern Premier League (nota anche con la sigla NPL) è una lega calcistica semi-professionistica inglese, fondata nel 1968. Consta di quattro campionati su due categorie diverse: la Northern Premier League Premier (che si trova al settimo livello del campionato inglese di calcio), seguita dalla Northern Premier League West, dalla Northern Premier League Midlands e dalla Northern Premier League East, tutte poste all'ottavo livello.
Da un punto di vista geografico, la lega copre tutta l'Inghilterra settentrionale e le aree centro-settentrionali delle Midlands. Nata inizialmente come una competizione a divisione singola, nel 1987 fu aggiunta una seconda divisione, che fu chiamata Division One, la quale a sua volta fu divisa nel 2007 in Division One North e Division One South. La formula attuale esiste dal 2021.
Le squadre vincitrici della Premier sono promosse in National League North, corrispondente al sesto livello del campionato inglese. Invece, le ultime classificate retrocedono nelle diverse leghe dilettantistiche di livello regionale.

## Storia
La Northern Premier League fu fondata nel 1968, come equivalente settentrionale della Southern Football League (fondata nel 1894 per le squadre dell'Inghilterra meridionale) e della Isthmian League (fondata nel 1904 per le squadre di Londra e del sud-est del Paese).
Nel 1979, in seguito alla creazione dell'attuale National League (all'epoca chiamata Alliance Premier League), la NPL fu declassata dal quinto al sesto livello del campionato inglese per poi essere ulteriormente declassata nel 2004 al settimo livello del medesimo a causa della nascita delle divisioni regionali della National League. 
Dal 1992 al 1995, la Division One ha permesso la partecipazione di due club non inglese, cioè il Caernarfon Town dal Galles e il Gretna dalla Scozia, che in seguito si sono uniti ai campionati dei propri rispettivi paesi. Anche altre squadre non inglesi - come il Colwyn Bay, il Bangor City, il Newtown e il Rhyl - hanno preso parte nel corso del tempo alla NPL.
Dal 1968 ad oggi, comunque, la struttura della NPL è stata modificata a più riprese sulla base di criteri geografici. Lo schema sottostante riassume tutti i riassetti verificatisi nella storia della competizione.
- Dal 1968–69 al 1986–87: Premier Division
- Dal 1987–88 al 2006–07: Premier Division, Division One
- Dal 2007–08 al 2017–18: Premier Division, Division One North, Division One South
- 2018–19: Premier Division, Division One East, Division One West
- 2019–20: Premier Division, Division One North West, Division One South East
- Dal 2021–22 in poi: Premier, East, West, Midlands

### Sponsorizzazione
Per motivi di sponsorizzazione, la NPL ha spesso cambiato nome nel corso della sua storia. Grazie ad un accordo con la Henkel che è stato in vigore dal 1994 al 2010, in quel periodo la NPL è stata nota anche come Unibond League, dal nome di uno dei prodotti più importanti dell'azienda. Successivamente, la competizione ha preso il nome di altri sponsor, come Evo-Stik League (dal nome di un prodotto della Bostik) fino al 2018.
L'8 luglio 2019 è stato infine annunciato un accordo biennale di sponsorizzazione con BetVictor, un allibratore indipendente.

## Struttura
Dal 2007 la NPL è costituita da tre divisioni, che per la stagione 2019-2020 prendono il nome di Premier Division, Division One North West e Division One South East. 
- La Premier Division ha 22 club. La squadra prima classificata viene promossa in National League insieme ai vincitori di un play-off che coinvolge i club classificatisi dal secondo al quinto posto. Teoricamente, i club della NPL potrebbero essere promossi in una delle due divisioni regionali della National League. Tuttavia, l'area geografica della NPL non si è mai sovrapposta a quella della National League South, quindi (dal 2015) tutti i club promossi dalla NPL salgono in National League North. Le ultime tre classificate, invece, retrocedono solitamente o in Division One North West o in Division One South East. Tuttavia, i club con sede nelle località più meridionali in alcuni casi particolari possono essere collocati nella Division One Central della Southern Football League.

- A partire dalla stagione 2019-2020, sia la Division One North West che la Division One South East vedono la partecipazione di 20 club, per un totale di 40. In ogni divisione, la squadra prima classificata viene promossa in Premier Division, insieme ai vincitori di un play-off divisionale. Le ultime classificate di ciascuna divisione, invece, retrocede in una delle leghe regionali dilettantistiche di livello inferiore, quali Northern Football League, Northern Counties East Football League, North West Counties Football League, Midland Football League e United Counties League. Le squadre di entrambe le divisioni possono inoltre partecipare alla FA Cup partendo dai turni preliminari di qualificazione.

La lega attualmente gestisce la League Challenge Cup, a cui possono partecipare solo il club della NPL. In passato, le squadre del campionato hanno disputato altre competizioni, come la Chairman's Cup, la President's Cup e lo Peter Swales Shield.

## Albo d'oro
| Stagione  | Premier Division  |
| --------- | ----------------- |
| 1968-1969 | Macclesfield Town |
| 1969-1970 | Macclesfield Town |
| 1970-1971 | Wigan             |
| 1971-1972 | Stafford Rangers  |
| 1972-1973 | Boston Utd        |
| 1973-1974 | Boston Utd        |
| 1974-1975 | Wigan             |
| 1975-1976 | Runcorn FC Halton |
| 1976-1977 | Boston Utd        |
| 1977-1978 | Boston Utd        |
| 1978-1979 | Mossley           |
| 1979-1980 | Mossley           |
| 1980-1981 | Runcorn FC Halton |
| 1981-1982 | Bangor City       |
| 1982-1983 | Gateshead         |
| 1983-1984 | Barrow            |
| 1984-1985 | Stafford Rangers  |
| 1985-1986 | Gateshead         |
| 1986-1987 | Macclesfield Town |

Dalla stagione 1987-1988 è stata aggiunta una divisione di livello inferiore, la Division One.
| Stagione  | Premier Division   | Division One       |
| --------- | ------------------ | ------------------ |
| 1987-1988 | Chorley            | Fleetwood Town     |
| 1988-1989 | Barrow             | Colne Dynamoes     |
| 1989-1990 | Colne Dynamoes     | Leek Town          |
| 1990-1991 | Witton Albion      | Whitley Bay        |
| 1991-1992 | Stalybridge Celtic | Colwyn Bay         |
| 1992-1993 | Southport          | Bridlington Town   |
| 1993-1994 | Marine             | Guiseley           |
| 1994-1995 | Marine             | Blyth Spartans     |
| 1995-1996 | Bamber Bridge      | Lancaster City     |
| 1996-1997 | Leek Town          | Radcliffe Borough  |
| 1997-1998 | Barrow             | Whitby Town        |
| 1998-1999 | Altrincham         | Droylsden          |
| 1999-2000 | Leigh RMI          | Accrington Stanley |
| 2000-2001 | Stalybridge Celtic | Bradford PA        |
| 2001-2002 | Burton Albion      | Harrogate Town     |
| 2002-2003 | Accrington Stanley | Alfreton Town      |
| 2003-2004 | Hucknall Town      | Hyde Utd           |
| 2004-2005 | Hyde Utd           | North Ferriby Utd  |
| 2005-2006 | Blyth Spartans     | Mossley            |
| 2006-2007 | Burscough          | Buxton             |

Dalla stagione 2007-2008, la Division One è stata suddivisa in Division One North e Division One South.
| Stagione  | Premier Division  | Division One North | Division One South |
| --------- | ----------------- | ------------------ | ------------------ |
| 2007-2008 | Fleetwood Town    | Bradford PA        | Retford Utd1       |
| 2008-2009 | Eastwood Town     | Durham City        | Retford Utd        |
| 2009-2010 | Guiseley          | Halifax Town       | Mickleover Sports  |
| 2010-2011 | Halifax Town      | Chester            | Barwell            |
| 2011-2012 | Chester           | Fylde              | Grantham Town      |
| 2012-2013 | North Ferriby Utd | Skelmersdale Utd   | King's Lynn Town   |
| 2013-2014 | Chorley           | Curzon Ashton      | Halesowen Town     |
| 2014-2015 | Utd of Manchester | Salford City       | Mickleover Sports  |
| 2015-2016 | Darlington        | Warrington Town    | Stafford Rangers   |
| 2016-2017 | Blyth Spartans    | Lancaster City     | Shaw Lane          |
| 2017-2018 | Altrincham        | South Shields      | Basford Utd        |

Nella stagione 2018-2019 la Division One North e la Division One South sono state sostituite dalla Division One East e dalla Division One West.
| Stagione  | Premier Division | Division One East | Division One West   |
| --------- | ---------------- | ----------------- | ------------------- |
| 2018-2019 | Farsley Celtic   | Morpeth Town      | Atherton Collieries |
| 2019-2020 | South Shields    | Leek Town         | Workington          |
| 2020-2021 | Mickleover       | Colne             | Leek Town           |

Nella stagione 2021-2022 viene creata la Division One Midlands.
| Stagione  | Premier Division | Division One East  | Division One West | Division One Midlands |
| --------- | ---------------- | ------------------ | ----------------- | --------------------- |
| 2021-2022 | Buxton           | Warrington Rylands | Liversedge        | Ilkeston Town         |
| 2022-2023 | South Shields    | Macclesfield FC    | Worksop Town      | Stamford              |
| 2023-2024 | Radcliffe FC     | Hebburn Town       | Leek Town         | Spalding Utd          |
| 2024-2025 | Macclesfield FC  | Cleethorpes Town   | Widnes            | Quorn                 |

1 Il Retford United non ha ottenuto la promozione in quanto il suo stadio non rispettava i requisiti di sicurezza richiesti per la divisione superiore. Al suo posto è stato dunque promosso il Cammell Leird.

## Partecipanti stagione 2023-2024
| Premier Division     |
| -------------------- |
| Ashton Utd           |
| Atherton Collieries  |
| Bamber Bridge        |
| Basford Utd          |
| Bradford PA          |
| Gainsborough Trinity |
| Guiseley             |
| Hyde Utd             |
| Ilkeston Town        |
| Lancaster City       |
| Macclesfield FC      |
| Marine               |
| Marske Utd           |
| Matlock Town         |
| Morpeth Town         |
| Radcliffe FC         |
| Stafford Rangers     |
| Utd of Manchester    |
| Warrington Rylands   |
| Whitby Town          |
| Workington           |
| Worksop Town         |

| Division One West  |
| ------------------ |
| 1874 Northwich     |
| Avro               |
| Bootle             |
| Chasetown          |
| City of Liverpool  |
| Clitheroe          |
| Hanley Town        |
| Hednesford Town    |
| Kidsgrove Athletic |
| Leek Town          |
| Mossley            |
| Nantwich Town      |
| Newcastle Town     |
| Prescot Cables     |
| Runcorn Linnets    |
| Stalybridge Celtic |
| Trafford           |
| Vauxhall Motors    |
| Widnes             |
| Witton Albion      |

| Division One East     |
| --------------------- |
| Ashington             |
| Belper Town           |
| Bridlington Town      |
| Brighouse Town        |
| Carlton Town          |
| Cleethorpes Town      |
| Consett               |
| Dunston UTS           |
| Grantham Town         |
| Grimsby Borough       |
| Hebburn Town          |
| Liversedge            |
| Newton Aycliffe       |
| North Ferriby         |
| Ossett Utd            |
| Pontefract Collieries |
| Sheffield FC          |
| Stocksbridge PS       |
| Stockton Town         |
| Winterton Rangers     |

| Division One Midlands |
| --------------------- |
| AFC Rushden           |
| Anstey Nomads         |
| Bedworth Utd          |
| Boldmere St Michaels  |
| Cambridge City        |
| Coleshill Town        |
| Corby Town            |
| Coventry Sphinx       |
| Gresley Rovers        |
| Harborough Town       |
| Hinckley LRFC         |
| Rugby Town            |
| Loughborough Dynamo   |
| Lye Town              |
| Quorn                 |
| Shepshed Dynamo       |
| Spalding Utd          |
| Sporting Khalsa       |
| Sutton Coldfield Town |
| Walsall Wood          |

## Gare di coppa

### League Challenge Cup
La lega organizza una competizione di coppa, la League Challenge Cup, a cui partecipano tutti i club del campionato.

## Competizioni coppa defunte
In passato la lega ha organizzato altre tre competizioni di coppa: la President's Cup, la Chairman's Cup e la Peter Swales Shield.